# Campeonato Africano de Atletismo de 2018 - 110 m com barreiras masculino
A prova dos 110 metros com barreiras masculino do Campeonato Africano de Atletismo de 2018 foi disputada entre os dias 3 e 4 de agosto, no Estádio Stephen Keshi,  em Asaba,  na Nigéria. 

## Recordes
Antes desta competição, os recordes mundiais e do campeonato nesta prova eram os seguintes:
|                       | Nome           | Nacionalidade  | Tempo  | Local    | Data                  |
| --------------------- | -------------- | -------------- | ------ | -------- | --------------------- |
| Recorde mundial       | Aries Merritt  | Estados Unidos | 12s 80 | Bruxelas | 7 de setembro de 2012 |
| Recorde do campeonato | Antonio Alkana | África do Sul  | 13s 43 | Durban   | 25 de junho de 2016   |
| Recorde africano      | Antonio Alkana | África do Sul  | 13s 11 | Praga    | 5 de junho de 2017    |

## Medalhistas
| Ouro                 | Prata                 | Bronze               |
| Antonio Alkana (RSA) | Abejoye Oyeniyi (NGR) | Welington Zaza (LBR) |

## Cronograma
Todos os horários são locais (UTC+1). 
| Data        | Hora  | Evento  |
| ----------- | ----- | ------- |
| 3 de agosto | 16:40 | Bateria |
| 4 de agosto | 19:00 | Final   |

## Resultados

### Bateria
Qualificação: 3 atletas de cada bateria (Q) mais os 2 melhores qualificados (q).
Vento:
Bateria 1: ? m/s, Bateria 2: ? m/s
| Posição | Bateria | Atleta               | Nacionalidade | Tempo | Notas |
| ------- | ------- | -------------------- | ------------- | ----- | ----- |
| 1       | 2       | Abejoye Oyeniyi      | Nigéria       | 13.97 | Q     |
| 2       | 2       | Louis-François Mendy | Senegal       | 13.99 | Q     |
| 3       | 1       | Antonio Alkana       | África do Sul | 14.03 | Q     |
| 4       | 1       | Ogieriakhi Martins   | Nigéria       | 14.15 | Q     |
| 5       | 1       | Welington Zaza       | Libéria       | 14.18 | Q     |
| 6       | 2       | Ruan de Vries        | África do Sul | 14.23 | Q     |
| 7       | 1       | Abdullahi Bashiru    | Nigéria       | 14.41 | q     |
| 8       | 2       | Ramy Elmahdy         | Egito         | 14.44 | q     |
| 9       | 1       | Mohammed Koussi      | Marrocos      | 14.59 |       |
| 10      | 2       | Ibrahim Jemal        | Etiópia       | 15.35 |       |

### Final
Vento: -0.9 m/s
| Posição           | Raia | Atleta               | Nacionalidade | Tempo | Notas |
| ----------------- | ---- | -------------------- | ------------- | ----- | ----- |
| Medalha de ouro   | 6    | Antonio Alkana       | África do Sul | 13.51 |       |
| Medalha de prata  | 3    | Abejoye Oyeniyi      | Nigéria       | 13.87 |       |
| Medalha de bronze | 7    | Welington Zaza       | Libéria       | 13.88 |       |
| 4                 | 5    | Ogieriakhi Martins   | Nigéria       | 13.93 |       |
| 5                 | 4    | Louis-François Mendy | Senegal       | 13.94 |       |
| 6                 | 8    | Ruan de Vries        | África do Sul | 13.98 |       |
| 7                 | 1    | Abdullahi Bashiru    | Nigéria       | 14.18 |       |
| 8                 | 2    | Ramy Elmahdy         | Egito         | 14.46 |       |

Legenda
| Recorde mundial       | Recorde mundial (World record)               |                       | Recorde africano                      | Recorde africano (African) |                                           | Q | Classificado por posição (Qualified) |
| Recorde do campeonato | Recorde do campeonato (Championship record)  | Recorde da América    | Recorde da América (Americas)         | q                          | Classificado por melhor tempo (Qualified) |   |                                      |
| Melhor marca do ano   | Melhor marca do ano (World leading)          | Recorde asiático      | Recorde asiático (Asian)              | DNS                        | Não largou (Did not start)                |   |                                      |
| Recorde nacional      | Recorde nacional (National record)           | Recorde europeu       | Recorde europeu (European)            | DNF                        | Não terminou (Did not finish)             |   |                                      |
| Recorde pessoal       | Recorde pessoal do atleta (Personal best)    | Recorde da Oceania    | Recorde da Oceania (Oceania)          | DSQ / DQ                   | Desclassificado (Disqualified)            |   |                                      |
| Recorde da temporada  | Recorde da temporada do atleta (Season best) | Recorde sul-americano | Recorde sul-americano (South America) | NM                         | Sem marca (No mark)                       |   |                                      |